# Anatoli Baïdatchny
Anatoli Nikolaïevitch Baïdatchny (en russe : Анатолий Николаевич Байдачный), est un footballeur soviétique puis russe né le 1er octobre 1952 à Moscou. Il évoluait au poste d'attaquant.

## Biographie

### En club
Il joue dans le club de sa ville tout d'abord le Dynamo Moscou de 1969 à 1974.
Il termine sa carrière au Dinamo Minsk de 1974 à 1979.

### En équipe nationale
International soviétique, il reçoit 5 sélections en équipe d'Union soviétique en 1972.
Il joue son premier match en équipe nationale le 30 avril 1972 contre la Yougoslavie.
Il fait partie du groupe soviétique finaliste lors de l'Euro 1972. Son dernier match en équipe nationale est la finale perdue contre l'Allemagne de l’Ouest.

## Statistiques

### Statistiques de joueur
| Saison                | Club                  | Championnat           | Championnat | Championnat | Coupe(s) nationale(s) | Coupe(s) nationale(s) | Total | Total |
| Saison                | Club                  | Division              | M.          | B.          | M.                    | B.                    | M.    | B.    |
| 1971                  | Dynamo Moscou         | D1                    | 10          | 3           | -                     | -                     | 10    | 3     |
| 1972                  | Dynamo Moscou         | D1                    | 23          | 3           | 4                     | 1                     | 27    | 4     |
| 1973                  | Dynamo Moscou         | D1                    | 11          | 0           | 2                     | 0                     | 13    | 0     |
| 1974                  | Dynamo Moscou         | D1                    | 20          | 11          | 6                     | 2                     | 26    | 13    |
| Sous-total            | Sous-total            | Sous-total            | 64          | 17          | 12                    | 3                     | 76    | 20    |
| 1975                  | Dinamo Minsk          | D2                    | 36          | 12          | 1                     | 0                     | 37    | 12    |
| 1976                  | Dinamo Minsk          | D1                    | 27          | 7           | -                     | -                     | 27    | 7     |
| 1977                  | Dinamo Minsk          | D2                    | 37          | 5           | 3                     | 1                     | 40    | 6     |
| 1978                  | Dinamo Minsk          | D2                    | 37          | 7           | 1                     | 0                     | 38    | 7     |
| 1979                  | Dinamo Minsk          | D1                    | 19          | 6           | 3                     | 0                     | 22    | 6     |
| Sous-total            | Sous-total            | Sous-total            | 156         | 37          | 8                     | 1                     | 164   | 38    |
| Total sur la carrière | Total sur la carrière | Total sur la carrière | 220         | 54          | 20                    | 4                     | 240   | 58    |

## Palmarès
Avec l'URSS :
- Finaliste de l'Euro 1972

Avec le Dynamo Moscou :
- Finaliste de la Coupe d'Europe des vainqueurs de coupe en 1972
- Vainqueur de la Coupe d'Union soviétique en 1970
- Vice-champion d'URSS en 1970